# Erdgezeiten
Die feste Erdkruste unterliegt zweimal täglich einer Gezeitenwelle, den Erdgezeiten. Analog zu Ebbe und Flut auf den Ozeanen und großen Binnenmeeren – den Tiden bzw. Gezeiten – entstehen sie durch die Gezeitenkräfte der Gravitation des Erdmondes und der Sonne auf die Erde.
Im Gegensatz zu den Bewegungen des Ozeanwassers sind die Erdgezeiten eine Folge der Elastizität des Erdkörpers. Bei einer völlig starren Erde würden sie sich nur als kleine Variationen der Schwerkraft zeigen, die etwa ein Zehnmillionstel der irdischen Schwerkraft insgesamt ausmachen, und aus den Örtern von Sonne, Mond und Planeten berechnen lassen. Die Erde reagiert auf diese Variationen der Gravitationskräfte mit einer elastischen Deformation der Erdkruste von einigen Dezimetern.
Diese Höhenänderungen hängen auch von der geografischen Breite ab und werden seit längerem mit Präzisions-Gravimetern beobachtet. In den 1980er-Jahren wurden daraus elastische Erdmodelle entwickelt, die den Unterschied zwischen starrer und elastischer Erde mittels Shida- und Love-Zahlen abbilden. Heute sind diese Theorien auf einige mm genau und dienen zur Reduktion aller geodätischen Erdbeobachtungen und sogar von Satellitenbahnen.

## Größe und Messung
Die Hebung bzw. Senkung beträgt etwa ±30 bis ±50 cm, ist aber vom Menschen und anderen Lebewesen nicht spürbar. Der Effekt macht etwa 0,1 Milligal aus (ein Zehnmillionstel der irdischen Schwerkraft) und kann nur mit hochpräzisen Gravimetern (extrem feine Federwaagen) oder speziellen Erdgezeitenpendeln gemessen werden. Letztere funktionieren nach dem Prinzip einer Türangel: wenn die Achse nur um ein weniges aus dem Lot ist, steht die Tür oft bereits halb offen. Die Lotrichtungsschwankungen durch die Mondbahn betragen allerdings nicht einige Zehntel Grad (z. B. bei einer ungenau angeschlagenen Tür), sondern nur etwa 0,2″ (0,00005°).
Solche Messungen lassen sich nur an völlig stoß- und schwingungsfreien Orten durchführen, bevorzugt in stillgelegten Bergwerken, Höhlen oder Tunneln. Diese Messstationen liegen z. B. in Schiltach (Baden-Württemberg), Grotta-Gigante (Italien) und im Grazer Schloßberg (Österreich).

### Permanente Gezeiten
Bei der mathematischen Modellierung der Erdgezeiten fallen konstante Terme an, die als permanente Gezeiten bezeichnet werden.

## Geophysikalische Zusammenhänge
Die Erde ist kein starrer Körper, sondern reagiert elastisch auf die Gravitation von Mond und Sonne. Die Erdgezeiten sind daher keine „Bewegung“ wie bei kurzfristigen Erdbeben oder bei der langfristigen Gebirgsbildung, sondern eher eine Schwingung (Erdspektroskopie). Gegen solche periodischen Kräfte gibt der Erdkörper viel rascher nach als gegen langwirkende Kräfte wie die Gebirgsbildung, deren Effekt nur wenige Millimeter jährlich ausmacht.
Die Erdgezeiten sind neben Erdbebenwellen ein weiterer, unabhängiger Effekt, durch den die Eigenschaften der Erdkruste sowie des oberen und unteren Erdmantels (z. B. Viskosität bzw. Nachgiebigkeit) in der Erdspektroskopie erforscht werden können. Ähnliche Methoden werden seit einigen Jahren auch in der Erforschung des Innern von Gasplaneten des Sonnensystems und bei der Modellierung von nahen Exoplaneten angewandt.